# Terebella chilensis
Terebella chilensis är en ringmaskart som beskrevs av Hartmann-Schröder 1962. Terebella chilensis ingår i släktet Terebella och familjen Terebellidae. Inga underarter finns listade i Catalogue of Life.